# Ella z Nortumbrii
Ella z Nortumbrii, Alle, Alli, Ælla, Ælle, Aelle (zm. 21 marca 867) – władca anglosaskiego królestwa Nortumbrii w II połowie IX wieku.
Nieznane jest pochodzenie Elli. Symeon z Durham stwierdza w swej kronice, że nie miał królewskiego pochodzenia. Jest jednak niewykluczone, że był powiązany z dawnym królem Nortumbrii, Redwulfem. Z kolei Roger z Wendover nazywa go bratem Osberta.
Trudne jest również datowanie jego panowania: według relacji kronikarzy miał objąć władzę w 862 lub 863 roku, z kolei analiza numizmatów wskazuje, że jeszcze w 866 roku władcą był Osbert.
Według zapisów kronik Ella usunął Osberta z tronu. Kronikarze nazywają go tyranem i uzurpatorem. Według relacji Symeona z Durham, Osbert zdecydował się na próbę odzyskania władzy. Aby sfinansować zbrojnych, zajął ziemie kościelne w Wercewurde (ob. Warkworth) i Tillemuthe (ob. Tillmouth), leżące w północnej części dawnej Bernicji. Z kolei Ella sięgnął po nieruchomości położone w dawnej Deirze: Ileclif (ob. Cliffe) oraz Wigeclif (ob. Wycliffe). Nortumbria znalazła się na progu wojny domowej.
W tym samym jednak czasie na kraj po raz kolejny najechali wikingowie pod dowództwem Halfdana Ragnarssona i Ivara Ragnarssona, którzy właśnie podbili Królestwo Anglii Wschodniej. Aby stawić im opór, obaj pretendenci do tronu Nortumbrii zdecydowali się zjednoczyć swe siły i stawić opór najeźdźcom w Yorku. 1 listopada 866 Normanowie zaatakowali York. Oblężenie trwało do 21 marca 867 roku, kiedy to wikingom udało się zrobić wyłom w fortyfikacjach. Zaatakowali miasto, zabijając Osberta, Ellę i ośmiu innych ealdormanów. Skandynawska Saga o synach Ragnara wspomina, że Ella został pojmany, a następnie rytualnie zamordowany przez Ivara Ragnarssona, który wykonał na nim rytuał krwawego orła. Miała to być zemsta za to, że Ella zabił ojca braci Ragnarssonów, Ragnara Lodbroka.
Po tej bitwie Nortumbria utraciła swą suwerenność i została podzielona: dawna Deira przeszła w ręce zwycięskich Normanów, zaś w Bernicji pozostawili oni marionetkowych lokalnych władców, którzy do 895 roku posiadali tytuł króla Nortumbrii, a później króla Yorku i eldormana Yorku (od 927).
Śmierć króla Elli została wspomniana we wstępie do powieści historycznej Sea Kings in England angielskiego romantyka Edwin Atherstone'a.

## W kulturze

### Seriale
Wikingowie - w czterech pierwszych sezonach serialu pojawia się postać króla Aelli, wzorowana na Elli z Nortumbrii. Gra go Ivan Kaye.

### Gry wideo
Seria Crusader Kings - jednym z grywalnych władców jest Ælla Oswulfson, przedstawiony jako książę Nortumbrii. 

### Filmy
Wikingowie - w tym filmie z 1958 roku, Aella grany przez Franka Thringa jest głównym antagonistą.